# Euphorbia handiensis
Euphorbia handiensis ist eine Pflanzenart aus der Gattung Wolfsmilch (Euphorbia) in der Familie der Wolfsmilchgewächse (Euphorbiaceae). Sie kommt ausschließlich auf der Kanareninsel Fuerteventura vor und wird nach dem dortigen Hauptverbreitungsgebiet, der Halbinsel Jandía, Jandía-Wolfsmilch genannt.

## Beschreibung
Die sukkulente Euphorbia handiensis wächst als Strauch und wird 100 Zentimeter hoch. Aus der Basis entspringt eine Vielzahl an aufrechten Trieben und bildet so eine dichte Gruppe an kurzen Stämmen. Die bis 8 Zentimeter dicken und hellgrünen Triebe besitzen 8 bis 12 scharfe und gerade Kanten. Die Dornenschildchen sind zu einem weißlichen Hornrand verwachsen. Die ausgebreiteten Dornen werden bis 3 Zentimeter lang. Sie sind jung rot gefärbt und werden später weiß.
Die einzelnen oder in einfachen Cymen angeordneten Cyathien sind nahezu sitzend und werden bis 2 Millimeter groß. Die Nektardrüsen sind grün gefärbt.

## Verbreitung und Systematik
Euphorbia handiensis ist auf Fuerteventura verbreitet.
Die Erstbeschreibung der Art erfolgte 1912 durch Oscar Burchard.